# 西博尼索·加夸
西博尼索·加夸（英語：Siboniso Gaxa，1984年4月6日—）是一名南非足球员，目前效力南非足球超级联赛的马梅洛迪日落。